# ادين حسنوفيتش
ادين حسنوفيتش (بالألمانية: Edin Hasanovic ) (و. 1992 – م) هو ممثل من ألمانيا . ولد في البوسنة والهرسك .

## روابط خارجية
- ادين حسنوفيتش على موقع IMDb (الإنجليزية)
- ادين حسنوفيتش على موقع مونزينجر (الألمانية)
- ادين حسنوفيتش على موقع ألو سيني (الفرنسية)
- ادين حسنوفيتش على موقع أول موفي (الإنجليزية)
- ادين حسنوفيتش على موقع قاعدة بيانات الفيلم (الإنجليزية)
- ادين حسنوفيتش على موقع كينوبويسك (الروسية)